# Gina Romand

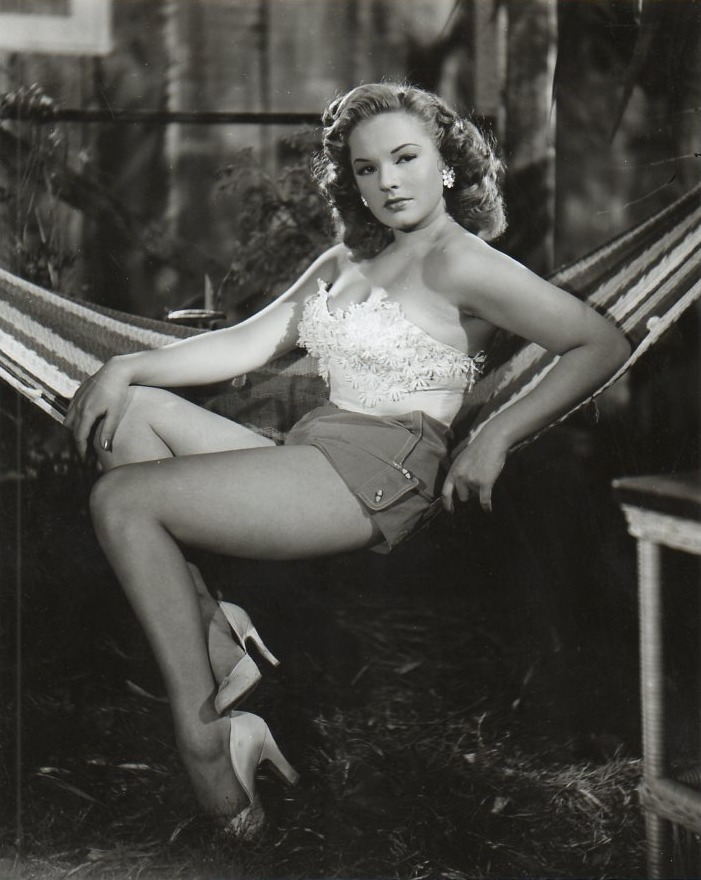
Gina Romand (ca. 1960er)

Gina Romand, eigentlich Georgina García Tamargo (* 15. Februar 1938 in Havanna, Kuba; † 3. Dezember 2022 in Mexiko-Stadt), war eine kubanisch-mexikanische Schauspielerin und Sängerin.

## Leben
Romand trat als Revuegirl im Nachtclub Tropicana in Havanna und später in Las Vegas in Shows wie La Parisien auf. Anfang der 1950er Jahre ging sie nach Mexiko. Dort arbeitete sie als Model und debütierte 1953 als Schauspielerin in einer Nebenrolle in dem Film Yo soy un macho. Sie wirkte dann in etwa 80 Filmen mit, darunter Los desenfrenados (1960), Santo contra hombres infernales (1961), Cuando los hijos se pierden (1963), Bochorno (1963), Los astronautas (1964), La mano que aprieta (1966), Doctor Satán (1966), Las golfas (1969), La venganza de las mujeres vampiro (1970), Santo vs. la hija de Frankestein (1972) und Gavilán o paloma (1985) sowie in Telenovelas wie Maximiliano y Carlota (1965), El maleficio (1983), Victoria (1987), Valeria y Maximiliano (1991), Perla (1998), El amor no es como lo pintan (2000) und Mi vida por ti (2009). Für ihre Darstellung der Schauspielerin Kiki Herrera Streets in dem Film Gavilán O Paloma über den Sänger José José wurde sie 1986 den Premio Ariel als beste weibliche Nebendarstellerin nominiert. Gina Romand war die Mutter der Schauspielerin und Sängerin Gina Varela.
Sie starb am 3. Dezember 2022 im Alter von 84 Jahren.

## Filmografie
- 1953: Yo soy muy macho
- 1954: Sindicato de telemirones
- 1954: De ranchero a empresario
- 1958: Locura musical
- 1960: Vida por vida (Fernsehserie)
- 1960: Los desenfrenados
- 1961: Santo contra hombres infernales
- 1962: El cara parchada
- 1962: El muchacho de Durango
- 1962: Vuelven los cinco halcones
- 1963: Cuando los hijos se pierden
- 1963: La bandida
- 1963: Alias El Alacrán
- 1963: El despertar del sexo
- 1963: Agente XU 777
- 1964: Los astronautas
- 1964: Los amores de Marieta – Los Fabulosos 20s
- 1964: 'Campeón del barrio' (Su última canción)
- 1964: Neutrón contra el criminal sádico
- 1965: Maximiliano y Carlota (Fernsehserie)
- 1965: Mi héroe
- 1966: Casanova 66 (Fernsehserie)
- 1966: Profanadores de tumbas
- 1966: Los tres pecados
- 1966: La mano que aprieta
- 1966: Doctor Satán
- 1966: Dios te salve, psiquiatra
- 1967: Serenata en noche de luna
- 1967: Rocambole contra la secta del escorpión
- 1969: The Candy Man
- 1969: Veinticuatro horas de vida
- 1969: Las golfas
- 1969: Los siete proscritos
- 1970: Machuchal agente 'O' en New York
- 1970: Fray Don Juan
- 1970: Quinto patio
- 1970: La venganza de las mujeres vampiro
- 1971: Espérame en Siberia, vida mía
- 1972: Santo vs. la hija de Frankestein
- 1972: Los hijos de Satanás
- 1975: Noche de muerte
- 1983: El maleficio (Fernsehserie)
- 1984: La traición (Fernsehserie)
- 1985: Gavilán o paloma
- 1986: Chiquita pero picosa
- 1987: Victoria (Fernsehserie)
- 1990: Ángeles blancos (Fernsehserie)
- 1991: Valeria y Maximiliano (Fernsehserie)
- 1998: Perla (Fernsehserie)
- 2000: El amor no es como lo pintan (Fernsehserie)
- 2005: Ni una vez más (Fernsehserie)
- 2005: Amor en custodia (Fernsehserie)
- 2009: Cada quien su santo (Fernsehserie)